# Railway World
Railway World是英国出版的一份已停刊的英文铁路运输类杂志，内容包括英国铁路系统。1939年创刊，初始刊名为Railways。创办者是G·H·莱克（GH Lake），1940年由J·W·福勒（JW Fowler）接手并将刊名改为Railway World。该杂志后于1959年被伊恩·艾伦出版有限公司收购。 最后一期杂志发行于2003年2月，最终因效益不好次月被Railways Illustrated取代。